# Fable II
Fable II — відеогра у жанрі Action RPG, де у відкритому фентезійному світі гравець має змогу окрім сюжетних завдань, також розбудовувати ігрове життя свого персонажа. Гру розробила компанія Lionhead Studios та видала Microsoft Game Studios. Fable II стала продовженням гри Fable та доповнення Fable: The Lost Chapters. У Європі вона вийшла 24 жовтня 2008 року як ексклюзив для платформи Xbox 360.
Наступна гра серії — Fable III.

## Ігровий процес

### Світ
Ігровий світ Fable II значно збільшився в розмірах, порівняно з першою грою, та став у 10 разів більшим. Окрім того від тих чи інших дій гравця світ буде постійно змінюватися в кращу або гіршу сторону. Загалом вплив гравця на світ настільки сильний, що у двох різних гравців з різними варіантами проходженням гри світи також будуть у фіналі різні, попри однаковість на початку.

### Бойова система
У грі Fable II є три бойові стилі, які включають в себе: силу, спритність та волю.
- Сила використовується у бою зі зброєю ближнього бою та задля поліпшення фізичної форми та здоров'я героя.
- Спритність використовується задля стрільби з вогнепальної зброї та арбалетів, а також поліпшує швидкість героя та його рефлекси.
- Воля дозволяє краще використовувати магію та заклинання.

Задля покращення стилів гравцю необхідні сфери досвіду які той отримуватиме з убитих ворогів, в залежності від обраного стилю бою гравець отримуватиме або сині сфери сили, або червоні сфери магії або жовті сфери спритності, ще є загальні зелені сфери які можна витратити на покращення усіх трьох стилів.
Залежно від покращення того чи іншого стилю герой буде змінюватися зовнішньо. Так, сильний герой буде більш м'язистим, а герой-маг матиме на своєму тілі характерні магічні мітки.

### Економіка
Як і у першій частині у грі є можливість купити власний будинок або ж здати його в оренду та встановити ціну, отримуючи з нього прибуток. Окрім будинку можна купляти різного роду інші споруди такі як: ферми, корчми, перукарні, крамниці та багато інших. Загалом у грі можна скупити фактично усі споруди.

### Робота
Якщо герою необхідна гроші, він завжди може знайти роботу: ковалем, корчмарем, дроворубом, законником, мисливцем або ж найманим убивцею.

### Зовнішність
Зовнішність персонажа постійно буде змінюватись, залежно від смаку гравця та дій його персонажа. Герой може змінити одяг, зачіску, погладшати чи набити тату. Також змінитися можна і від інших факторів, таких як: вік персонажа (в грі видно як він старіє), стиль бою (так, воїн виглядає більш міцним та м'язистим, а маг має на тілі особливі магічні мітки), світосприйняття персонажа (добрі персонажі мають досить приємний вигляд і над їхніми головами з'являється німб, у той час як злі персонажі виглядають страшними і у них виростають роги). Також хоча у грі герой і не може померти остаточно, якщо його часто перемагатимуть у нього на тілі з'являтимуться шрами.

### Ім'я
Як і у попередній частині, головний герой Fable II не має власного імені, але у процесі гри він може обрати для себе псевдо за яким до нього і будуть звертатися інші люди. Спочатку всі зватимуть його Горобчик, але з часом він зможе змінити його, знайшовши оповісника та купивши собі нове псевдо.

### Собака
Цього разу у своїх пригодах героєві допомагає чотирилапий друг. Пес не лише бігає слідом за ним, але й може шукати скарби, добивати ворогів та фізично взаємодіяти зі своїм господарем через вікно взаємодій. Так само як і герой, пес змінює свій зовнішній вигляд залежно від хороших або поганих вчинків героя. Змінити породу собаки можна в доповненні «Поглянь у майбутнє».

### Сім'я
Також у грі, як і в першій частині, є можливість одружитися та жити зі своєю половинкою у будь-якому обраному будинку, а ще заводити дітей та обирати сімейний бюджет, який буде отримувати сім'я від героя.

## Сюжет
Події гри відбувається через 500 років після подій першої Fable, у світі відомому під назвою Альбіон. Колись могутні герої вже давно забулися і зустрічаються хіба що в стародавніх казках та легендах. Головний герой на ім'я Горобчик, який є нащадком героя першої гри та одним з останніх героїв в Альбіоні, мусить протистояти лиходієві — лорду Люціану, який задля воскресіння померлих дружини та доньки починає будівництво жахливого магічного шпиля. Не обмежуючи себе ані ресурсами ані методами, Люціан задля досягнення своєї мети вбиває сотні людей включно з сестрою головного героя, а також ледь не вбиває його самого. Врятований циганкою на ім'я Тереза, яка згодом його і виростила, вже дорослий та сильний герой отримує завдання відшукати трьох інших героїв які уособлюють собою чесноти силу, спритність та волю, і яких також шукає й Люціан задля здійснення ритуалу та активації шпиля.

## Доповнення
- Knothole Island (Сучковий острів) — перше завантажуване доповнення до гри вийшло 13 січня 2009 року, воно включає в себе здатність воскресити собаку персонажа, якщо той не зробив цього по основному сюжету, змінити статуру та позбутися шрамів. У грі з'явилася нова область, з новими тамтешніми предметами та завданнями. Доповнення включає в себе 3 нових досягнення та коштує 100 очок.
- See the Future (Поглянь у майбутнє) — друге завантажуване доповнення вийшло 12 травня 2009 року та включає в себе здатність змінювати породу собаки персонажа, та нові завдання, засновані на трьох проклятих предметах з крамниці торговця Мурґо. Також після проходження основного сюжету у гравця буде можливість заглянути у майбутнє протагоніста. Окрім того доповнення включає в себе 13 нових досягнень та коштує 250 очок.

## Розробка
8 листопада 2007 року Пітер Моліньє заявив, що сиквел Fable ймовірно, вийде ексклюзивом для платформи Xbox 360 компанії Microsoft. Було відомо про те, що гравці, так само як і в оригінальній Fable, будуть відігрувати роль свого персонажа починаючи з юності та до самої старості. Але цього разу буде можливість вибору за кого грати між хлопцем та дівчиною, чого не було у попередній частині.
На GDC 07 Пітер Муліньє показав презентацію гри, з якої можна було зробити висновок про те, що Fable II у графічному плані значно покращилася по відношенню до свого попередника. Також ігровий процес буде повністю змінений, а сама гра включатиме в себе багато нових речей та можливостей. Окрім того гра отримає нові гемплейні елементи та стане більш зосередженою на дорослих гравцях.
Пізніше стало відомо, що гра матиме кооперативний режим, де два гравці зможуть виконувати завдання разом. Можливості кооперативу було продемонстровано на GDC 2008.

## Критика
За даними сайтів Metacritic та Game Rankings гра отримала хороші відгуки в середньому 88 % зі 100 можливих.
У 2009 році гра отримала премію БАФТА у відеоіграх в номінації «Найкращий пригодницький екшн».